# Manasi Girishchandra Joshi
Manasi Girishchandra Joshi (11 de junio de 1989) es una atleta paralímpica india y jugadora de parabádminton.

## Trayectoria
Tras graduarse en 2010, trabajó como ingeniera de software hasta diciembre de 2011, cuando sufrió un accidente de tráfico mientras iba en moto al trabajo y tuvieron que amputarle una pierna. Después de 45 días de hospitalización, Manasi fue dada de alta del hospital MGM Vashi en Nueva Mumbai.
Durante 2012-2013, después del accidente, Manasi comenzó a practicar yoga, meditación y bádminton para recuperar su forma física. Jugó al bádminton como parte de su rehabilitación y otro jugador de parabádminton la animó a hacer una prueba para la selección nacional; fue seleccionada para los Juegos Para Asiáticos de 2014 y jugó su primer torneo internacional en España. En 2015, Manasi y su compañero XD ganaron la medalla de plata en dobles mixtos en el Campeonato Mundial de Para bádminton BWF celebrado en Stoke Mandeville, Inglaterra. En 2018, le pidió a Pullela Gopichand que la entrenara y se inscribió en su academia de bádminton en Haiderabad. En octubre de 2018, ganó la medalla de bronce en los Parajuegos Asiáticos de 2018 celebrados en Yakarta, capital de Indonesia. En agosto de 2019, en el Campeonato Mundial de Parabádminton de 2019 en Basilea, Suiza, recibió la medalla de oro.
Es una ex campeona mundial en la categoría individual femenina SL3. Comenzó su andadura deportiva profesional en 2015 y en 2020 ocupó el puesto número 2 del mundo, en individual femenino, en la categoría SL3. El 8 de marzo de 2022 ocupó el puesto número 1 del mundo, en individuales femeninos, en la categoría SL3.
Manasi Joshi fue incluida como Líder de la Próxima Generación 2020 por la revista TIME, en octubre de 2020, y apareció en la portada de Asia, convirtiéndose en la primera atleta paralímpica del mundo y la primera atleta india en aparecer en la portada de la revista. Defensor de los derechos de las personas con discapacidad.
Con motivo del Día Internacional de la Niña (11 de octubre de 2020), Barbie celebró en Manasi y sus logros modelando una muñeca Barbie única en  su semejanza para inspirar a las niñas. También fue reconocida por la BBC como una de las 100 mujeres más inspiradoras y poderosas del mundo en 2020, y fue nominada para el premio a la Deportista India del Año de la BBC 2020, junto a PV Sindhu, Mary Kom, Vinesh Phogat y Dutee Chand.

## Reconocimientos
- 2019 - Premio Nacional al Mejor Deportista con Discapacidad (femenino).[17]
- 2019: Premio al Atleta Discapacitado del Año en los Premios ESPN India.[18]
- 2019 - Premio Times of India Sports al mejor paraatleta del año.[19]
- 2019 - Periódico hindú Aces 2020 Deportista del año (paradeportes) (nominada).[20]
- 2019 - Deportista india del año de la BBC.[16]
- 2020 - Líder de próxima generación de TIME.[13]
- 2020 - BBC 100 Mujeres.[12]
- 2020 – Forbes India, Mujeres que se hicieron a sí mismas en 2020.[21]

## Logros deportivos

### Campeonatos del mundo
individuales femeninas
| Año  | Ubicación                                 | Adversario    | Puntaje      | Resultado |
| ---- | ----------------------------------------- | ------------- | ------------ | --------- |
| 2017 | Calle. Jakobshalle en Basilea, Suiza      | Parul Parmar  | 12–21, 7–21  | Bronce    |
| 2019 | Gimnasio Dongchun en Ulsan, Corea del Sur | Parul Parmar  | 21–12, 21–7  | Oro       |
| 2022 | Gimnasio Nacional Yoyogi, Tokio, Japón    | Oksana Kozyna | 18–21, 18–21 | Bronce    |

| Año  | Ubicación                                                 | Pareja            | Adversario                        | Puntaje      | Resultado |
| ---- | --------------------------------------------------------- | ----------------- | --------------------------------- | ------------ | --------- |
| 2015 | Estadio Stoke Mandeville, en Stoke Mandeville, Inglaterra | Rakesh Pandey     | Raj Kumar Parul Parmar            | 10–21, 19–21 | Plata     |
| 2022 | Gimnasio Nacional Yoyogi en Tokio, Japón                  | Ruthick Ragupathi | Fredy Setiawan Khalimatus Sadiyah | 10–21, 8–21  | Bronce    |

| Año  | Ubicación                                      | Adversario   | Puntaje      | Resultado |
| ---- | ---------------------------------------------- | ------------ | ------------ | --------- |
| 2018 | Istora Gelora Bung Karno en Yakarta, Indonesia | Parul Parmar | 13–21, 12–21 | Bronce    |